# Wendell Corey
Wendell Corey (n. 20 martie 1914 – d. 8 noiembrie 1968) a fost un actor american de film și politician (republican).

## Filmografie
| An   | Titlu                     | Rol                  |
| ---- | ------------------------- | -------------------- |
| 1947 | Desert Fury               | Johnny Ryan          |
| 1948 | I Walk Alone              | Dave                 |
| 1948 | The Search                | Jerry Fisher         |
| 1948 | Sorry, Wrong Number       | Doctor Alexander     |
| 1948 | Man-Eater of Kumaon       | Dr. John Collins     |
| 1949 | The Accused               | Lt. Ted Dorgan       |
| 1949 | Any Number Can Play       | Robbin Elcott        |
| 1949 | Holiday Affair            | Carl Davis           |
| 1950 | The File on Thelma Jordon | Cleve Marshall       |
| 1950 | No Sad Songs for Me       | Brad Scott           |
| 1950 | The Furies                | Rip Darrow           |
| 1950 | Harriet Craig             | Walter Craig         |
| 1951 | The Great Missouri Raid   | Frank James          |
| 1951 | Rich, Young and Pretty    | Jim Stauton Rogers   |
| 1951 | The Wild Blue Yonder      | Capt. Harold Calvert |
| 1952 | The Wild North            | Constable Pedley     |
| 1952 | Carbine Williams          | Capt. H.T. Peoples   |
| 1952 | My Man and I              | Ansel Ames           |
| 1953 | Jamaica Run               | Todd Dacey           |
| 1954 | Hell's Half Acre          | Chet Chester         |
| 1954 | Laughing Anne             | Cpt. Davidson        |

| An   | Titlu                           | Rol                            |
| ---- | ------------------------------- | ------------------------------ |
| 1954 | Rear Window                     | Det. Lt. Thomas J. "Tom" Doyle |
| 1955 | The Big Knife                   | Smiley Coy                     |
| 1955 | The Killer Is Loose             | Leon Poole                     |
| 1955 | The Bold and the Brave          | Fairchild                      |
| 1955 | The Rack                        | Maj. Sam Moulton               |
| 1955 | The Rainmaker                   | Deputy Sheriff J.S. File       |
| 1957 | Loving You                      | Walter "Tex" Warner            |
| 1958 | The Light in the Forest         | Wilse Owens                    |
| 1959 | Alias Jesse James               | T.J. "Jesse" James             |
| 1964 | Blood on the Arrow              | Clint Mailer                   |
| 1966 | Agent for H.A.R.M.              | Jim Graff                      |
| 1966 | Broken Sabre                    | Major Whitcomb                 |
| 1966 | Women of the Prehistoric Planet | Adm. David King                |
| 1966 | Waco                            | Preacher Sam Stone             |
| 1966 | Picture Mommy Dead              | Clayborn                       |
| 1966 | Cyborg 2087                     | Sheriff                        |
| 1967 | Red Tomahawk                    | Sy Elkins                      |
| 1968 | Buckskin                        | Rep Marlowe                    |
| 1968 | The Star Maker                  | Paul Lemont                    |
| 1969 | The Astro-Zombies               | Holman                         |